# (72524) 2001 DB92
2001 دي بي 92 (ويعرف أيضًا باسم (72524) 2001 دي بي 92 وفق تسمية الكوكب الصغير) (بالإنجليزية: 2001 DB92)‏ هو كويكب ضمن حزام الكويكبات؛ وترتيبه 72524 من حيث الاكتشاف.
اكتُشف هذا الجُرم الفلكي بواسطة تعقب الأجرام القريبة من الأرض في 20 فبراير 2001.

## وصلات خارجية
- (72524) 2001 DB92 في قاعدة بيانات مختبر الدفع النفاث لأجرام النظام الشمسي الصغيرة

- الاكتشاف · مخطط المدار ·  العناصر المدارية · المعلمات المادية

- (72524) 2001 DB92 على موقع ويكي سكاي: DSS2, SDSS, GALEX, IRAS, Hydrogen α, X-Ray, Astrophoto, Sky Map, Articles and images